# Emil Oberle
Emil Oberle (Karlsruhe, 16 novembre 1889 – Karlsruhe, 25 dicembre 1955) è stato un calciatore tedesco, di ruolo attaccante.